# Buchrain (Szwajcaria)
Buchrain (gsw. Bueri) – miejscowość i gmina w środkowej Szwajcarii, w kantonie Lucerna, w okręgu Luzern-Land. Leży nad rzeką Reuss.

## Demografia
W Buchrainie mieszka 6 571 osób. W 2021 roku 21,7% populacji gminy stanowiły osoby urodzone poza Szwajcarią. 

## Transport
Przez teren gminy przebiegają autostrada A14 oraz droga główna nr 367.